# Třída LST-1
Třída LST-1 byla třída tankových výsadkových lodí amerického námořnictva (Landing Ship Tank – LST) z období druhé světové války. Celkem bylo postaveno 390 jednotek této třídy. Zahraničními uživateli třídy byly Argentina, Brazílie, Čínská republika, Filipíny, Francie, Chile, Indonésie, Japonsko, Jižní Korea, Jižní Vietnam, Kamerun, Malajsie, Mexiko, Nizozemsko, Peru, Řecko, Singapur, Spolková republika Německo, Thajsko, Velká Británie a Venezuela.

## Stavba

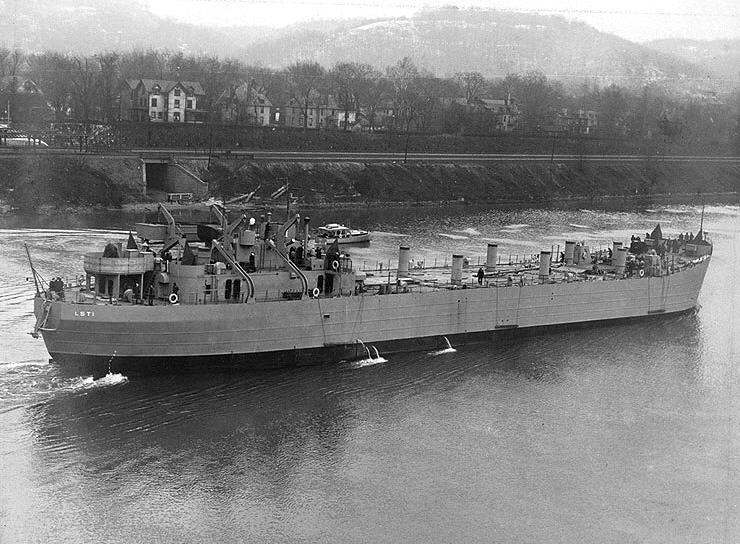
USS LST-1 nedlouho po dokončení

V průběhu druhé světové války vyvstala potřeba vývoje specializovaných výsadkových lodí sloužících pro přepravu tanků (vojáků a dalšího nákladu) přímo na místo výsadku, kde je mohly opustit pomocí příďové rampy přímo na břeh. Koncepci těchto plavidel vymysleli Britové, kteří postavili malou sérii plavidel třídy Boxer, označených LST Mk.1, či LST(1). Z kapacitních důvodů se ale jejich masové stavby ujaly americké loděnice, které využily upravený projekt označený LST Mk.2, či LST(2).
Stavební program těchto plavidel měl vysokou prioritu. Významně do něj byly zapojeny vnitrozemské loděnice. Kýl prvního plavidla byl založen 10. června 1942 v loděnici v Newport News. Do konce roku 1942 bylo dokončeno prvních 23 tankových výsadkových lodí třídy LST-1. Celkem bylo postaveno 390 jednotek této třídy. Díky univerzální konstrukci jich byla řada dokončena v modifikované podobě pro plnění různých specializovaných úkolů (např. jako opravárenská, depotní, či ubytovací plavidla). Další byla později pro specializované úkoly upravena (např. testovací plavidla).

## Konstrukce

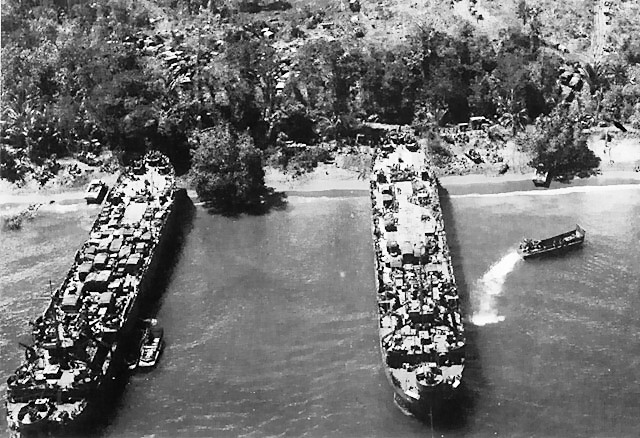
Tankové výsadkové lodě během vylodění v Hollandii roku 1944

Nakládka a vykládka nákladu probíhala pomocí příďové rampy. Protože plavidlo LST potřebovalo mít hlubší ponor pro plavbu na moři a malý ponor pro samotné provedení výsadku, bylo vybaveno důmyslným systémem balastních nádrží. Při vyloďovací operaci plavidlo pojmulo až 20 tanků, nebo 500 tun nákladu, nebo 163 vojáků. Pro uložení nákladu sloužily dvě hlavní paluby, na spodní byly tanky a na horní lehčí vozidla. Vojáci mohly pomocí sítí na bocích trupu přestoupit na menší vyloďovací čluny LCVP. Obrannou výzbroj tvořily 40mm kanóny a 20mm kanóny (z počátku nejčastěji v počtu šest a čtyři kusy). Pohonný systém tvořily dva diesely General Motors o výkonu 1800 hp, pohánějící dva lodní šrouby. Nejvyšší rychlost dosahovala 11,5 uzlu. Dosah byl 24 000 námořních mil při rychlosti 9 uzlů.

## Operační služba

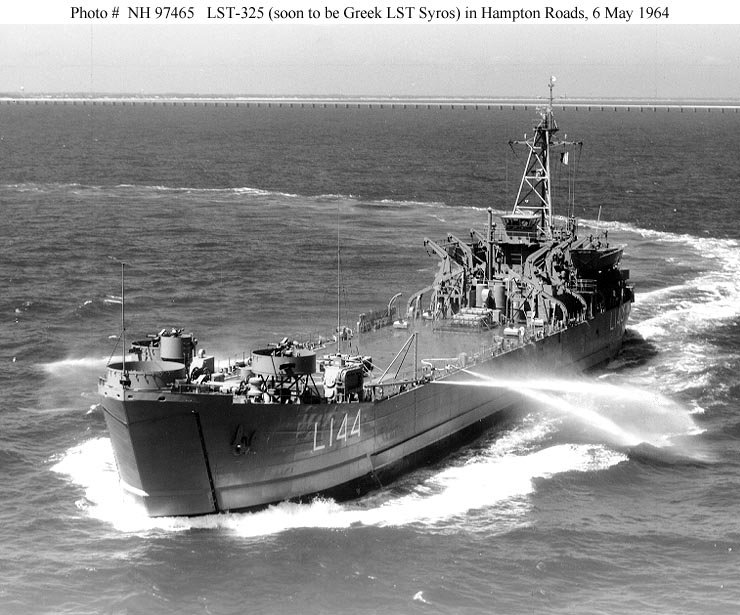
Řecká výsadková loď Syros (L144, ex LST-325)

Americké a britské námořnictvo výsadkové lodě této třídy intenzivně nasadilo ve druhé světové válce, mimo jiné při vylodění v Normandii, v jižní Francii a na Okinawě. Za války bylo z různých příčin ztraceno 42 plavidel třídy LST-1 (25 v boji, sedm zničila exploze, tři byly neopravitelně poškozeny a sedm ztroskotalo).